# Toboliu
Toboliu (ungarisch Vizesgyán) ist eine Gemeinde im Kreis Bihor im Nordwesten Rumäniens. Sie liegt einige Kilometer westlich von Oradea an der ungarischen Grenze.
Die Gemeinde Toboliu besteht aus den beiden Ortsteilen Toboliu und Cheresig (ungarisch Körösszeg), der Ort Toboliu befindet sich etwa 20 Kilometer von der Kreishauptstadt Oradea (Großwardein) entfernt.

## Geografie
Durch die Gemeinde fließt die Crișul Repede (Schnelle Kreisch). Auf dem Gemeindegebiet endet der Canalul Colector Criș, der Hauptkanal des Drainagesystems der Fläche zwischen den Crișul-Quellflüssen Crișul Repede und Crișul Negru (Schwarze Kreisch).
Toboliu grenzt an folgende Gemeinden:
|                          | Berekböszörmény (HU-HB)                     |                |
| Körösszegapáti (HU-HB)   | Kompassrose, die auf Nachbargemeinden zeigt | Girișu de Criș |
| Körösnagyharsány (HU-BE) | Sânnicolau Român                            |                |

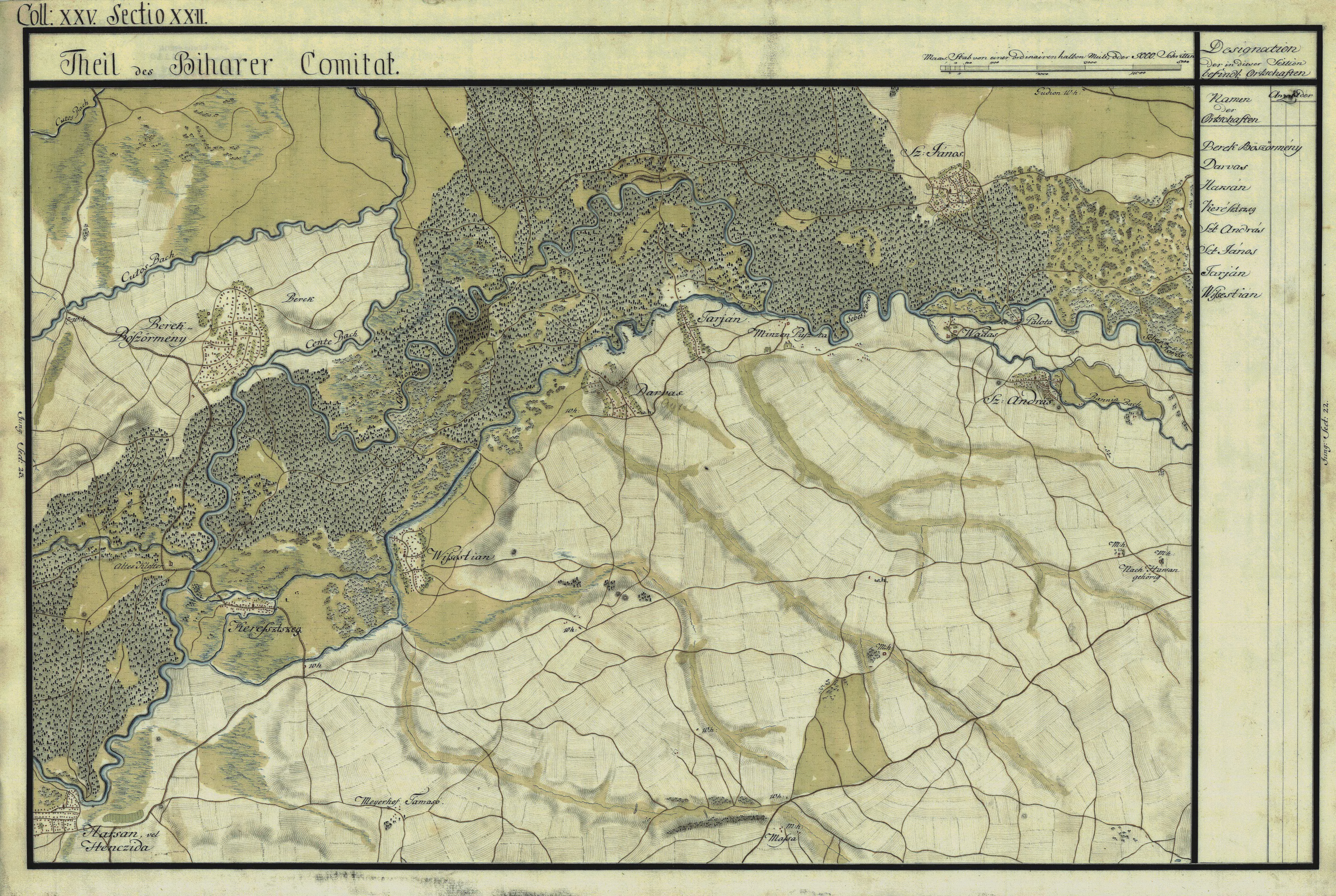
Wissestian (unten links) um 1782 (Aufnahmeblatt der Josephinischen Landesaufnahme)
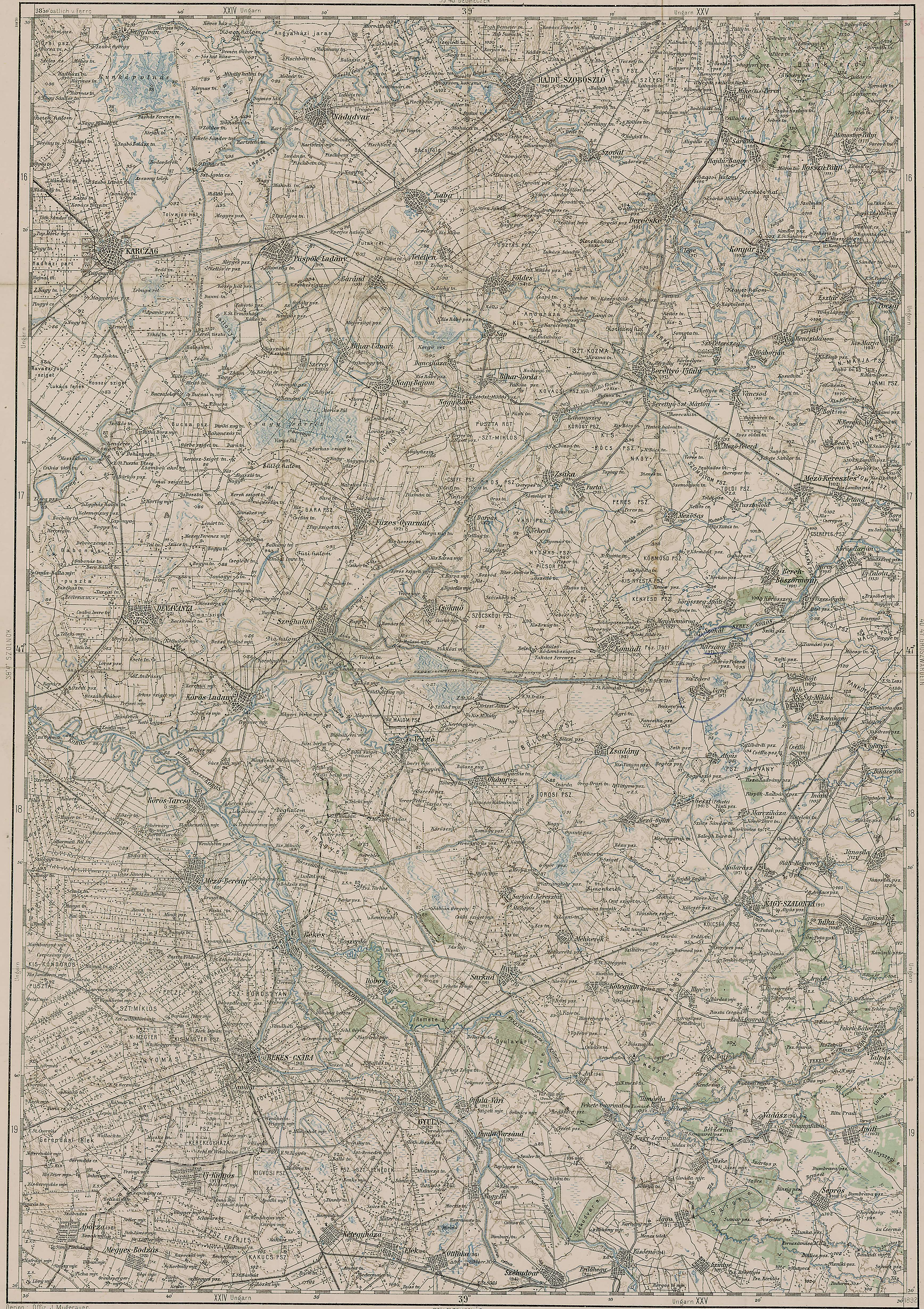
Vizes-Gyán (N 47° 3'; O 39° 24') um 1892 (Aufnahmeblatt der Franzisco-Josephinischen Landesaufnahme)